# Þorbjörg Sigríður Gunnlaugsdóttir

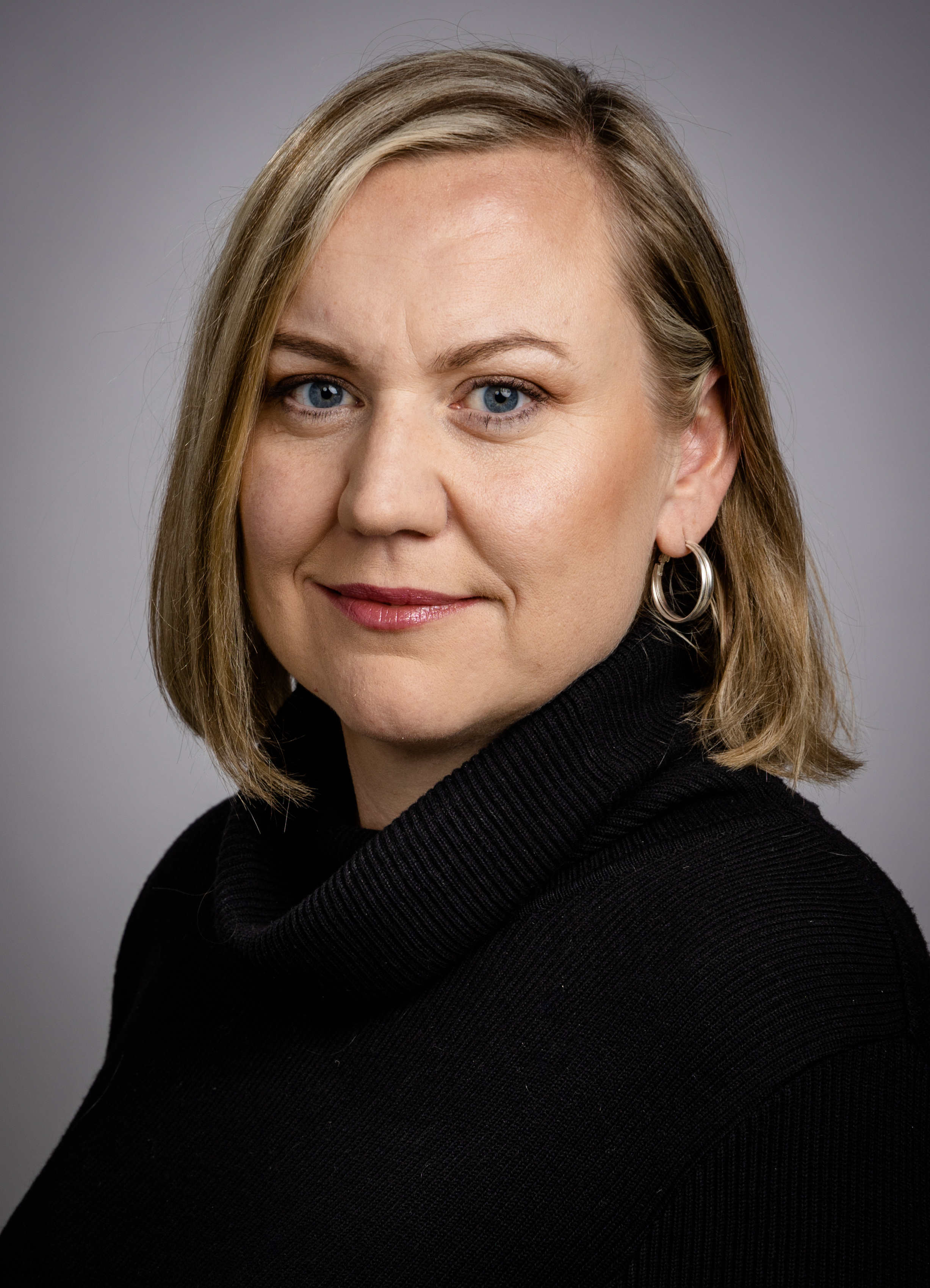
Þorbjörg Sigríður Gunnlaugsdóttir (2021)

Þorbjörg Sigríður Gunnlaugsdóttir (transkribiert Thorbjörg Sigridur Gunnlaugsdottir; * 23. Mai 1978 in Reykjavík) ist eine isländische Juristin und Politikerin der liberalen Partei Viðreisn und seit dem 21. Dezember 2024 Justizministerin im Kabinett Kristrún Frostadóttir. 

## Leben
Þorbjörg Sigríður Gunnlaugsdóttir rückte 2020 für den zurückgetretenen Þorsteinn Víglundsson (Viðreisn) auf dessen Sitz im isländischen Parlament Althing nach. Sie vertrat zunächst den Wahlkreis Reykjavík Nord und konnte ihren Sitz bei der Parlamentswahl in Island 2021 halten. Seit ihrer Wiederwahl bei der Wahl 2024 vertritt sie den Wahlkreis Reykjavik Süd.
Þorbjörg studierte Rechtswissenschaft an der Universität von Island und erwarb einen LL.M.-Abschluss an der Columbia University in New York. Sie arbeitete für das Büro des Direktors der Staatsanwaltschaft und für den Polizeichef im Raum Reykjavík. Sie wurde 2015 Leiterin der Juristischen Fakultät der Universität Bifröst.
Sie war mit dem isländischen Abgeordneten zum EU-Parlament Ágúst Ólafur Ágústsson verheiratet. Sie haben drei Töchter.